# Baur Versand

BAUR Versand Logo bis Januar 2020

Baur Versand (GmbH & Co KG) ist ein Versandhändler mit Sitz im oberfränkischen Burgkunstadt. Die Baur Versand GmbH & Co. KG ist ein Unternehmen der Otto Group.

## Geschichte
Der Baur Versand wurde 1925 von dem gelernten Schuhkaufmann Friedrich Baur gegründet; zunächst als reiner und erster Schuhversender in Deutschland. Burgkunstadt war zu jener Zeit von der Schuhindustrie geprägt. Der Baur Versand führte als erster in Deutschland die Sammelbestellung ein, in der ein Kunde Teile der Distributionsfunktion übernimmt und für andere mitbestellt. 1935 führte Baur Ratenzahlung und achttägiges Rückgaberecht ein. In der Folge erweiterte das Versandhaus sein Sortiment mit Textilien und Hartwaren und wurde zu einem der größten Versandhäuser in Deutschland. Nach dem Tod des kinderlosen Friedrich Baur wurde das Unternehmen 1965 in die Friedrich-Baur-Stiftung eingebracht.
1977 wurde in Altenkunstadt ein Baur-Kaufhaus als „Versandkatalog zum Anfassen“ eröffnet. 2012 wurde es stillgelegt und zwei Jahre später abgerissen.
Seit 1997 ist der Baur Versand ein Teil der weltweit aktiven Otto Group. Die Otto Group beteiligte sich zu 49 Prozent an der Baur Versand GmbH & Co. KG und übernahm die operative Führung. Die Friedrich-Baur-Stiftung hält 51 Prozent.
1999 startete Baur mit dem Online-Shop baur.de in das E-Commerce-Zeitalter. Der Baur Versand entwickelt sich im neuen Jahrtausend zu einer vielfältig aufgestellten Unternehmensgruppe, die sich auf Handel und Dienstleistungen konzentriert, – der Baur-Gruppe. 2001 wurde der Logistikdienstleister 2. HTS gegründet.
2003 wurden die beiden Marken der Otto Group in Österreich, Universal und Otto, unter dem Dach von Unito zusammengeführt. Unito wurde eine Tochtergesellschaft der Baur-Gruppe, die damit erstmals in Nachbarländern aktiv wurde. Ebenfalls 2003 wurde der Spezialschuhversender I'm walking gegründet.
2004 nahm das Dienstleistungsunternehmen BFS Baur Fulfillment Solutions als Spezialist für die gesamte Wertschöpfungskette im Online- und Distanzhandel seinen Betrieb auf. Neben Beratung übernimmt das Dienstleistungsunternehmen für seine Auftraggeber die komplette Geschäftsabwicklung, von der Bestellung über Auslieferung und Service bis zur Abrechnung. 2005 wurde octobo, Spezialist für Online-Marketing, gegründet. Zum 1. März 2015 startete empiriecom als Dienstleistungs- und Kompetenz-Center für die Baur-Gruppe und Unternehmen der Otto Group.

## Unternehmen
Die Baur-Gruppe erwirtschaftete im Geschäftsjahr 2018/2019 eine Summe von 817 Millionen Euro und beschäftigte laut Unternehmensangaben 2019 4.201 Mitarbeiter.

### Unternehmensstruktur
Die Baur-Gruppe vereint unter ihrem Dach unterschiedliche Firmen, die hauptsächlich aus dem eigenen Kerngeschäft entstanden sind.
- baur.de und imwalking.de, Versandhandel
- BAUR Foto- und Werbedienstleistungen
- BFS Baur Fulfillment Solutions, Fulfillment für Baur und andere Kunden
- empiriecom, Leistung im Bereich E-Commerce
- Otto Austria Group, betreibt den Versandhandel in Österreich, Schweiz und Europa für Baur und teilweise Otto[13]
- Zweite Hermes Transtore Service (2 HTS), Logistik

## Sortiment und Vertriebswege
Baur fokussiert sich als Distanzhändler auf die Kernsortimente Fashion, Home und Lifestyle. Dabei setzt Baur im Bereich Mode nicht nur auf Fremdmarken wie s.Oliver, Esprit oder Tamaris, sondern auch auf eine breite Auswahl an Eigenmarken wie Cheer, Aniston oder Vivance. Die Zielgruppe von Baur sind Frauen zwischen 40 und 55 Jahren. Der ehemals dominante Hauptkatalog spielt heute bei Baur nur noch eine untergeordnete Rolle. Neben einer Vielzahl an Phasenkatalogen, die wesentlich dünner sind und sich spezifischen Themen widmen, werden rund 80 % der Produkte über den Onlineshop www.baur.de vertrieben.